# Resolució 271 del Consell de Seguretat de les Nacions Unides
La Resolució 271 del Consell de Seguretat de les Nacions Unides, aprovada per unanimitat el 15 de setembre de 1969, en resposta a un atac incendiari a la Mesquita d'Al-Aqsa a Jerusalem per Denis Michael Rohan, el Consell es va afligir pel gran dany causat per l'incendi. El Consell va determinar que l'acte execrable només va posar en relleu la necessitat d'Israel de respectar les resolucions anteriors de l'ONU i va condemnar a Israel per no haver-ho fet.
La resolució va ser aprovada per 11 vots contra cap; Colòmbia, Finlàndia, Paraguai i els Estats Units es van abstenir.